# Харіс Алексіу
Харіс Алексіу (грец. Χάρις Αλεξίου), справжнє ім'я Харіклія Рупака (грец. Χαρίκλεια Ρουπάκα; 27 грудня 1950, Фіви) — грецька співачка.

## Творча біографія
Харіс Алексіу народилася у 1950 року Фівах, однак ще у дитинстві разом з родиною переїхала до Афін. 1972 року дует із Йоргосом Даларасом «Μικρά Ασία» поклав початок її музичній кар'єрі. Одразу ж Харіс Алексіу почала співпрацю із найкращими грецькими композиторами, серед яких Манос Лоїзос, Лефтеріс Пападопулос, Мікіс Теодоракіс, Христос Ніколопулос.
1975 року співачка записала свій перший диск, до якого увійшли дванадцять вже популярних пісень. тому альбом і здобув назву «12 Λαϊκά Τραγούδια» (укр. 12 популярних пісень). Пісня «Δημητρούλα» стає однією з найпопулярніших у Греції на той момент. Харіс Алексіу продовжувала співпрацювати із Йоргосос Даларосом, з'явилися й нові дуети із Дімітрою Галані, Антонісом Калояннісом, Василісом Папаконстантіносом, Яннісом Паріосом, Анною Віссі. Вона виконуувала пісні на музику Маноса Лоїзоса, Маноліса Расуліса, Янніса Паріоса, Антоніса Вардіса. 1987 року Манос Хатзідакіс запросив Харіс Алексіу дати сольний концерт із альбомом «Απρόβλεπτα τραγούδια», при цьому він сам здійснив постановку концерту.
1990 року записано другий альбом у співпраці із Таносом мікруцікосом під назвою «Κρατάει χρόνια αυτή η κολώνια». У жовтні того самого року Харіс Алексіу дала концерт «Η δική μας νύχτα» на Стадіоні миру та дружби, який відтоді вважається одним з найбільш грандіозних у Греції за всю декаду. Поряд із Алексіу у програмі концерту взяли участь Янніс Паріос, Танос Мікруцікос, Дімітра Галані, Алкістіс Протопсалті, Йоргос Сарріс, Йоргос Замбетас, Лакіс Лазопулос та Меліна Меркурі.
1991 року Харіс Алексіу виступила на сцені Одеона Ірода Аттика в Афінах із програмою «Πράξεις τρεις» (укр. Три дії). У першій дії співачка виконувала виконувалися пісні Хатзідакіса, Брехта, Лоїзоса та інших відомих композиторів, у другій виконувала популярні пісні інших сучасних виконавців, у третій — пісні власного репертуару у супроводі оркестру Йоргоса Традалідіса.
1992 року записаний новий альбом «Δι' ευχών». 1993 року студія Polygram International випускає його в Японії, Бельгії, Франції та Ізраїлі. Французька канал M.C.M. записала концерт Харіс Алексіу на сцені театру Лікавіта. З успіхом пройшли 100 її концертів в Греції, на Кіпрі, у США, Канаді, Ізраїлі, Європі. Тур тріумфально завершився на сцені театру «Mogador» в Парижі.
1997 року Харіс Алексіу розпочала активну громадську діяльність. 18 червня вона представляла Грецію в Комітеті у справах молоді, виховання та засобів масової інформації в Європейському Парламенті із доповіддю на тему «Просування музики в Європі. Роль Європейського Союзу», який відбувся під егідою парламентарія і члена Комітету з культури Нани Мускурі. Влітку того ж року вона дала згоду на протежування підготовки до Олімпіади 2004 року в Афінах і дала благодійний концерт на Пніксі.
2000 року Харіс Алексіу відкрила свою власну студію звукозапису «Εστία», першим альбомом який тут вийшов був «Παράξενο Φως», у запису якого взяли участь Танос Мікрутсікос, Лефтеріс Пападопулос, Христос Ніколопулос, Антоніс Вардіс, Ліна Ніколакопулу, Манос Елефтеріу, Янніс Спанос, Нікос Антипас, Аріс Даваракіс, Нікос Портокалоглу, Нікос Татсіс, Янніс Спафас, Васо Аллаяні, Іліас Катсуліс, Феодорос Поалас, Нікос Мораїтіс, а «Σ’αγαπώ, σ’αγαπώ» Маноса Лоізоса Харіс Алексіу виконала у дуеті із Міхалісом Хатзіяннісом. 2003 року записано пісню «Εσύ με ξέρεις πιο πολύ» на музику та лірику Харіс Алексію. Пісня швидко стала надзвичайно популярною. Її Харіс також виконувала в дуеті із Філіппосом Пляцікасом, Елені Цалігопулу та Сократісом Маламасом.